# الدوري الياباني لكرة القدم للسيدات 2005
الدوري الياباني لكرة القدم للسيدات 2005 هو موسم من الدوري الياباني لكرة القدم للسيدات. فاز فيه إن تي في بيليزا.